# Хималчули
Хималчули (7893 м) — гора в Гималаях, 18-я по высоте вершина в мире. Находится в горном массиве Мансири-Гимал (также известного как Манаслу-Гимал) на севере центральной части Непала. Отстоит на 13 км к юго-юго-востоку от Манаслу и на 9 км к юго-востоку от Нгади-Чули.

## География
У Хималчули выделяют три вершины:
| Вершина             | Высота, м | Координаты                      |
| ------------------- | --------- | ------------------------------- |
| Хималчули Восточная | 7893      | 28°26′10″ с. ш. 84°38′22″ в. д. |
| Хималчули Западная  | 7540      | 28°26′07″ с. ш. 84°37′00″ в. д. |
| Хималчули Северная  | 7371      | 28°26′59″ с. ш. 84°36′18″ в. д. |

## История восхождений
Вершина была исследована в 1950 и 1954 годах. В 1955 году была совершена первая неудачная попытка восхождения. В 1957 году совместная экспедиция Великобритании и Кении под руководством Артура Фермина завершилась падением руководителя, который умер во время транспортировки в Покхару. Японская экспедиция 1959 года во главе с Дзюндзиро Мураки, после разведки маршрута в 1958 году, пыталась взойти по крутому северо-восточному склону. После гибели шерпа в лагере II экспедиция была свёрнута.
В 1960 году успеха добилась экспедиция университета Кэйо во главе с Дзиро Ямадой, прошедшая по юго-западному ребру с выходом на седловину между Восточной и Западной вершиной, где был размещён лагерь VI. На вершину взошли Хисаси Танабэ и Масахиро Харада. При подъёме использовался кислород.
В 1971 небольшая голландская группа взошла на пик Рани (6700 м) расположенный к югу от Хималчули.
В 1974 итальянская экспедиция во главе с Аннибалом Боничелли была прервана после срыва Марио Дотти.
В 1978 году группа во главе с Джоном Клири поднялась до высоты 6390 м по северо-восточному ребру.
Экспедиция из Японии совершила и второе восхождение в 1978 году. Два альпиниста прошли юго-западный склон и добились успеха. Они также покорили Западную вершину, поднявшись из седловины.
В 1985 году экспедиция из Кореи совершила первовосхождение на Северную вершину.
В 2007 году украинская экспедиция добилась успеха, впервые пройдя северо-восточную стену. Украинцы прошли по очень длинному (более 20 км) пути по южному отрогу Хималчули с обходом пика Рани.
В гималайском журнале указаны ещё пять восхождений на вершину и десять неудачных попыток.